# (6852) Nannibignami
(6852) Nannibignami ist ein Asteroid des inneren Hauptgürtels, der am 14. Februar 1985 vom belgischen Astronomen Henri Debehogne am La-Silla-Observatorium der Europäischen Südsternwarte (IAU-Code 809) in Chile entdeckt wurde.
Benannt wurde der Asteroid am 2. Juni 2015 nach dem italienischen Astrophysiker Giovanni Bignami (1944–2017), der von 2004 bis 2007 Präsident des Space Science Advisory Committee (SSAC) der ESA und 2007 bis 2008 Vorstand der italienischen Raumfahrtagentur war. 2011 bis 2015 war er als erster Italiener Präsident des Committee on Space Research (COSPAR). und 2011 bis 2015 Präsident des italienischen nationalen Instituts für Astrophysik (INAF, Istituto Nazionale di Astrofisica).
Der Himmelskörper gehört zur Nysa-Gruppe, einer nach (44) Nysa benannten Gruppe von Asteroiden (auch Hertha-Familie genannt, nach (135) Hertha).